# Динко Хоркаш
Динко Хоркаш (на хърватски: Dinko Horkaš) е хърватски футболист, който играе на поста вратар. Състезател на Лас Палмас.

## Кариера
Хоркаш е юноша на Динамо Загреб, но така и не дебютира за мъжкия отбор.
На 31 януари 2022 г. вратарят е пратен под наем в Посуше. Дебютира на 27 февруари при загубата с 3:1 като гост на Радник Биелина.

### Локомотив Пловдив
На 5 юли 2022 г. Динко е обявен за ново попълнение на пловдивския Локомотив. Прави дебюта си на 15 август при равенството 0:0 като гост на Локомотив София.

## Национална кариера
На 8 ноември 2017 г. Хоркаш дебютира в официален мач за националния отбор на Хърватия до 19 г., при победата с 3:0 над националния отбор на Сан Марино до 19 г., в среща от квалификациите за Европейското първенство по футбол за юноши до 19 г. през 2018 г.

## Успехи
Динамо Загреб
- Първа хърватска футболна лига (2): 2017/18, 2018/19
- Купа на Хърватия (2): 2017, 2018
- Суперкупа на Хърватия (1): 2020